# Triangle equilàter
Un triangle equilàter és una figura geomètrica plana limitada per tres segments rectes d'igual longitud. És el més simple dels polígons regulars. Els seus tres angles interiors fan una mida de 60° (clar la suma dels tres ha de fer 180°), pel que els triangles equilàters són acutangles; i els exteriors fan una mida de 120°.
Un triangle equilàter pot ser dividit per una de les seves altures amb dos triangles rectangles, on els dos angles més petits fan 30°, i 60°. Si els costats de l'equilàter fan una mida d'1 unitat, l'altura fa {\displaystyle {\sqrt {3}}/2}, i la meitat d'un costat fa 1/2, per a la qual cosa el sinus de 30° és 1/2, i el de 60° és {\displaystyle {\sqrt {3}}/2}.
Els seus tres costats són iguals.

## Altura
L'altura d'un triangle equilàter és
{\displaystyle h=L\cdot {\frac {\sqrt {3}}{2}}}

## Apotema
L'apotema d'un triangle equilàter és
{\displaystyle a_{p}=L\cdot {\frac {\sqrt {3}}{6}}}

## Perímetre
El perímetre d'un triangle equilàter de costat {\displaystyle L} és
{\displaystyle P=3\cdot L}

## Àrea
L'àrea d'un triángle equilàter és
{\displaystyle A={\frac {L^{2}{\sqrt {3}}}{4}}={\frac {h^{2}{\sqrt {3}}}{3}}={\frac {3R^{2}{\sqrt {3}}}{4}}=3r^{2}{\sqrt {3}}}
on {\displaystyle L} és el costat; {\displaystyle h}, l'altura; {\displaystyle R}, el circumradi; {\displaystyle r}, l'inradi.

## Altres mesures
Sigui el triangle equilàter de costat {\displaystyle L}, aleshores 
- El radi de la circumferència circumscrita és[1]

{\displaystyle R=L\cdot {\frac {\sqrt {3}}{3}}}
- El radi de la circumferència inscrita és[1]

{\displaystyle r=L\cdot {\frac {\sqrt {3}}{6}}}
- El radi de la circumferència exinscrita és[1]

{\displaystyle R_{e}=L\cdot {\frac {\sqrt {3}}{2}}}
- La relació entre els tres radis citats anteriorment és[1]

{\displaystyle R=2\cdot r={\frac {2}{3}}\cdot R_{e}}
- També, es té la següent relació amb el costat {\displaystyle L}[3]

{\displaystyle {\frac {3}{L}}={\frac {\sqrt {25Rr-2r^{2}}}{4Rr}}}
- El semiperímetre és[4]

{\displaystyle s=2R+(3{\sqrt {3}}-4)r}